# حبیب دادفر
حبیب دادفر سیاست‌مدار ایرانی بود، که در دوره‌های نوزدهم،بیست و دوم،بیست و سوم و بیست و چهارم به عنوان نماینده مراغه و دورهٔ بیستم به عنوان نماینده بناب از استان آذربایجان شرقی در مجلس شورای ملی حضور داشت.